# Apiogaster rufiventris
Apiogaster rufiventris là một loài bọ cánh cứng trong họ Cerambycidae.